# Breakfast Club (группа)
Breakfast Club — американская группа. Их самым большим хитом стала песня «Right on Track», которая достигла седьмого места в чарте Billboard Hot 100. Песня была смикширована для коммерческого релиза в 12" версию для танцев и клубов диджеем Джоном «Jellybean» Бенитесом и вошла в первую десятку лучших хитов Billboard в чарте Hot Dance Club Play.

## История группы
Группа была сформирована в Нью-Йорке в 1979 году и у неё было несколько составов, в том числе тот, где поп-звезда Мадонна была барабанщиком. В начале 1980-х, в группу входили Мадонна, Энджи Смит на бас-гитаре, и братья Гилрой, Дэн и Эд, оба на гитаре (Дэн также был основным вокалистом). Дэн Гилрой недолгое время был бойфрендом Мадонны, и после долгих уговоров также позволил ей исполнять в группе лид-вокал. Это привело к тому, что Мадонна ушла, чтобы сформировать новую группу «Emmy and the Emmys».
В середине 1980-х, группа состояла из Гилроев (Дэном теперь сосредоточиться исключительно на вокале, в то время как Эд играл на гитаре), Гари Бурк (бас), Пол Каук (клавишные) и Стивен Брей (барабаны). Брей и Бурк ранее играли в группе Мадонны Emmy and the Emmys.
Группа подписала контракт с ZE Records и выпустила свой одноимённый альбом в 1987 году на лейбле MCA Records. На альбоме был США топ-10 хит «Right On Track». Позже к группе присоединились Рэнди Джексоном (бас) и Е. Доктор Смит (The Drummstick, ударные).
Второй альбом был записан, но не был выпущен. Его последним синглом был кавер на Битлз — песня «Drive My Car» из фильма 1988 года Лицензия на вождение. Вскоре после этого группа распалась, Брей позже стал соавтором нескольких больших хитов с Мадонной. Группа была номинирована в категории Лучший Новый артист на Грэмми в 1988 году, уступив Джоди Уотли. Большинство их клипов, включая «Right on Track» снял Джефф Стейн, режиссёр из документального фильма о The Who «The Kids Are Alright.».
5 апреля 2016 Breakfast Club выпустили новый EP под названием Percolate, который включал песни от неизданного второго альбома группы. Это их первый релиз нового материала почти за три десятилетия.

## Дискография
Студийные альбомы
- 1987 — Breakfast Club

EP
- 2016 — Percolate

Синглы
- 1984 — Rico Mambo"
- 1986 — "«Right on Track» (№. 7 в США, №. 54 в Великобритании[9])
- 1986 — «Rico Mambo» (перезаписанная)
- 1987 — «Kiss and Tell» (№ 48 в США)
- 1987 — «Never Be the Sam»
- 1988 — «Expressway to Your Heart»
- 1988 — «Drive My Car»